# Kathleen Bertko
Kathleen Bertko (ur. 8 listopada 1983 r. w Oakland) – amerykańska wioślarka.

## Osiągnięcia
- Puchar Świata 2009:
  - III etap: Lucerna – ósemka – 2. miejsce[1].
- Mistrzostwa Świata – Poznań 2009 – czwórka podwójna – 2. miejsce[1].